# Pío del Río Hortega
 (décembre 2016).
Pío del Río Hortega, né le 5 mai 1882 à Portillo, province de Valladolid en Espagne, et mort le 1er juin 1945 à Buenos Aires est un médecin et chercheur espagnol. Il s'est distingué dans le domaine de l'histologie, notamment celle du système nerveux. Il a collaboré d'abord avec Nicolás Achúcarro, puis avec Santiago Ramón y Cajal. Après Cajal, il est le représentant le plus renommé de l'École histologique espagnole. Il est surtout connu pour sa description de la microglie, dont les cellules portent en son honneur le nom de cellules de Hortega.

## Biographie
Il naît à Portillo le 5 mai 1882, quatrième d'une fratrie de quatre enfants, et suit l'école primaire dans cette même ville. Il fait ses études universitaires à la faculté de médecine (es) de l'Université de Valladolid et obtient sa licence de médecine en 1905. Il commence sa carrière professionnelle comme médecin de son village, Portillo, pendant deux ans, mais poursuit ensuite sa vocation de chercheur. Il obtient une aide par la Junta para Ampliación de Estudios e Investigaciones Científicas (es) pour un allongement d'études en 1913, et complète sa formation en Espagne, à Berlin, à Londres et à Paris. Il retourne en Espagne en 1915 pour travailler dans le Laboratoire d'Histologie Normale et Pathologique que fonde la Junta. Là, il travaille avec l'histologue Nicolás Achúcarro, qui sera sa plus grande influence.
En 1917, il est nommé secrétaire de la Société espagnole de biologie que préside Ramón y Cajal. 
À la mort de Achúcarro en 1918, il lui succède à la direction du laboratoire. 
En 1920, la Junta de Ampliación de Estudios crée pour lui un laboratoire situé dans la résidence d'étudiants, où il réalise de très importantes découvertes. Des chercheurs illustres européens passèrent par ce laboratoire afin de connaître ses méthodes et ses découvertes.
En 1926, il est nommé président de la Real Sociedad de Historia Natural (Société royale d'Histoire naturelle). En 1927, il est nommé membre de la Société de biologie de Paris. En 1928, il est également nommé chef de la Sección de Investigación del Instituto Nacional del Cáncer (Section de recherche de l'Institut national du cancer) qu'il dirige trois ans plus tard.
Pour visualiser les cellules du tissu nerveux au microscope, Río Hortega travaille avec la technique du tanin et de l'argent qu'avait imaginée Achúcarro, mais en crée quatre variantes. Une d'entre elles imprègne de façon sélective les structures internes des cellules. Ceci lui permet d'étudier en détail le neurone et la cellule gliale. Plus tard, il imagine la méthode du carbonate d'argent ammoniacal dans le but d'améliorer ses recherches sur la cellule gliale. Il peut ainsi modifier toutes les connaissances alors disponibles sur ce type de cellule, ce qui lui vaut un prestige international et une reconnaissance du mérite dans diverses institutions scientifiques nord-américaines et européennes. Certaines personnalités de grande renommée, comme Wilder Penfield, viennent à Madrid dans le but d'apprendre dans son laboratoire. Le répertoire bibliographique nord-américain Index-Catalog, écrit par les allemands A. Metz et Hugo Spatz, introduit le nom de "cellules de Hortega" pour désigner les cellules gliales, ce qui est bientôt accepté dans la communauté scientifique.
Avec sa découverte, en 1919, il distingue la composition du "troisième élément" du système de Cajal : il était en réalité composé de la microglie et des oligodendrocytes. Pío del Rio-Hortega, avec ceci, découvre deux des quatre types fondamentaux de cellules du système nerveux central.
Il travaille également sur l’épiphyse ou glande pinéale, en allant au-delà des travaux menés par Achúcarro et José Miguel Sacristán. Un autre de ses champs d’investigation est l’étude des tumeurs générées par le système nerveux. En 1930, il fonda les Archives Espagnoles d’Oncologie.
Le 11 février 1933, il est le cofondateur de l’Association internationale des amis de l'Union soviétique, créée à une époque où la droite adoptait un ton condamnatoire sur les conquêtes et les problèmes du socialisme en URSS.
En 1936, il s’exile à Paris. Là, il travaille au service de neurochirurgie de l’Hôpital de la Pitié. La Légion d’honneur lui est dêcernée.
Puis il se rend à l’Université d’Oxford, aux côtés de Hugh Cairns. Il est nommé Doctor Honoris Causa par cette université. 